# Élections sénatoriales américaines de 2018
Les élections sénatoriales américaines de 2018 (en anglais : 2018 United States Senate elections) sont un ensemble d'élections qui se tiennent le 6 novembre 2018, dans le but de renouveler 35 sièges des 100 sièges du Sénat des États-Unis, chambre haute du Congrès des États-Unis (33 sièges dits de « classe 1 » et deux élections partielles pour cause de vacances au Minnesota et au Mississippi). Le mandat des sénateurs dure six ans ; ceux qui seront élus seront en fonction du 3 janvier 2019 au 3 janvier 2025.
Avant les élections, les républicains disposent de 51 sénateurs, contre 47 démocrates et deux indépendants apparentés à ces derniers. Sur les 35 sièges à renouveler, seuls neuf sont occupés par des républicains, contre 24 par les démocrates (sans compter les deux indépendants), ce qui rend peu plausible la prise de la chambre haute par les démocrates. Lors des dernières élections en 2016, les démocrates avaient repris deux sièges aux républicains. Ces élections se déroulent en même temps que les élections à la Chambre des représentants (renouvellement intégral, comme tous les deux ans), qu'un grand nombre d'élections de gouverneurs (39 sièges sont à pourvoir) ainsi qu'un certain nombre d'élections pour les législatures d'une grande majorité d'États américains.

## Contexte

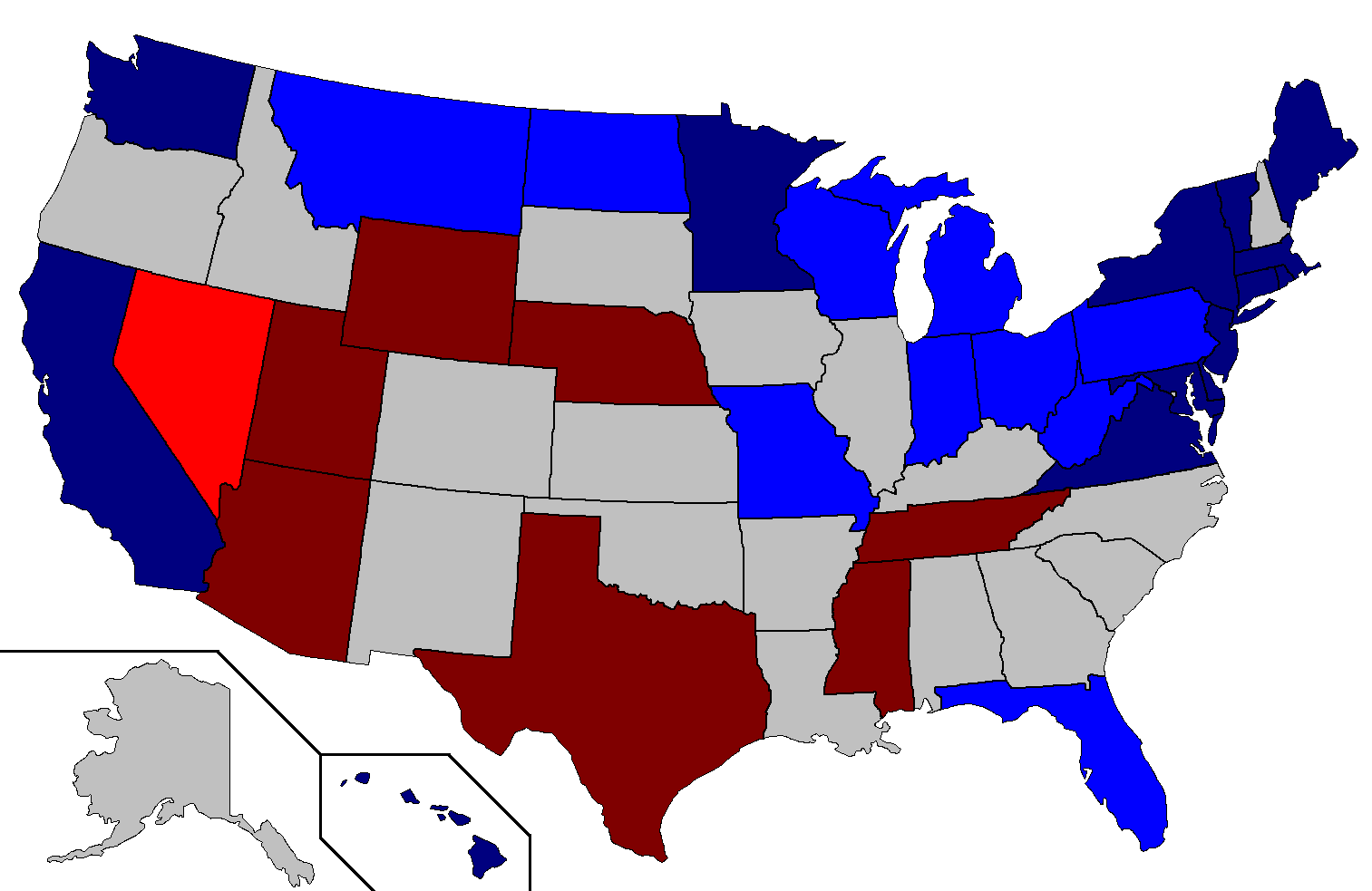
Carte des sièges en jeu en 2018, selon l'étiquette du sénateur sortant et le résultat de la présidentielle de 2016.
Clinton-sénateur démocrate ou ind.
Trump-sénateur démocrate
Trump-sénateur républicain
Clinton-sénateur républicain
Pas d'élection

Avant les élections, le Parti républicain dispose d’une majorité de 51 élus sur 100. Le Parti démocrate compte quant à lui 47 membres auxquels s’ajoutent deux indépendants qui siègent dans ses rangs. Les républicains peuvent seulement se permettre de perdre un siège de sénateur pour conserver une majorité de travail avec la voix du vice-président Mike Pence, prépondérante en cas d’égalité de vote.
La « carte » de ces élections est considérée comme défavorable aux démocrates. En effet, parmi les 35 sièges en jeu durant ces élections, 26 sont détenus par des démocrates ou leurs alliés. Parmi ces sièges, dix se trouvent dans un État que Donald Trump a remporté en 2016, dont cinq où il devance Hillary Clinton de plus de dix points (Dakota du Nord, Indiana, Missouri, Montana et Virginie-Occidentale). Les cinq autres avaient toutefois voté pour Barack Obama en 2012 (Floride, Michigan, Ohio, Pennsylvanie et Wisconsin). Le Nevada est le seul État favorable aux démocrates (Obama-Clinton) dont le sénateur est républicain. Au début du cycle électoral, le principal objectif des démocrates est d’empêcher une majorité républicaine résistant au filibuster (60 sièges).
Trois républicains choisissent de ne pas se représenter : deux critiques réguliers de Donald Trump, Bob Corker (Tennessee) et Jeff Flake (Arizona), ainsi qu’Orrin Hatch (Utah), président de la commission des finances et sénateur depuis 1976.
En juin 2018, d’après Politico, la « carte » électorale se réduit. Si les républicains sont toujours favoris, les démocrates voient leurs chances de faire basculer le Sénat augmenter, les États de la Rust Belt semblant moins compétitifs. Selon le magazine, les responsables des deux partis s’accordent alors sur les principaux États qui feront basculer l’élection : l’Arizona, le Nevada et le Tennessee (détenus par les républicains) ainsi que le Dakota du Nord, la Floride, l’Indiana et le Missouri, voire le Montana et la Virginie-Occidentale (détenus par les démocrates).

## Campagne

### Débats autour de la nomination de Brett Kavanaugh à la Cour suprême
La campagne est marquée par des débats ultra-polarisés autour de la nomination controversée à la Cour suprême des États-Unis du juge conservateur Brett Kavanaugh, accusé d'agressions sexuelles.

### Implication personnelle de Donald Trump

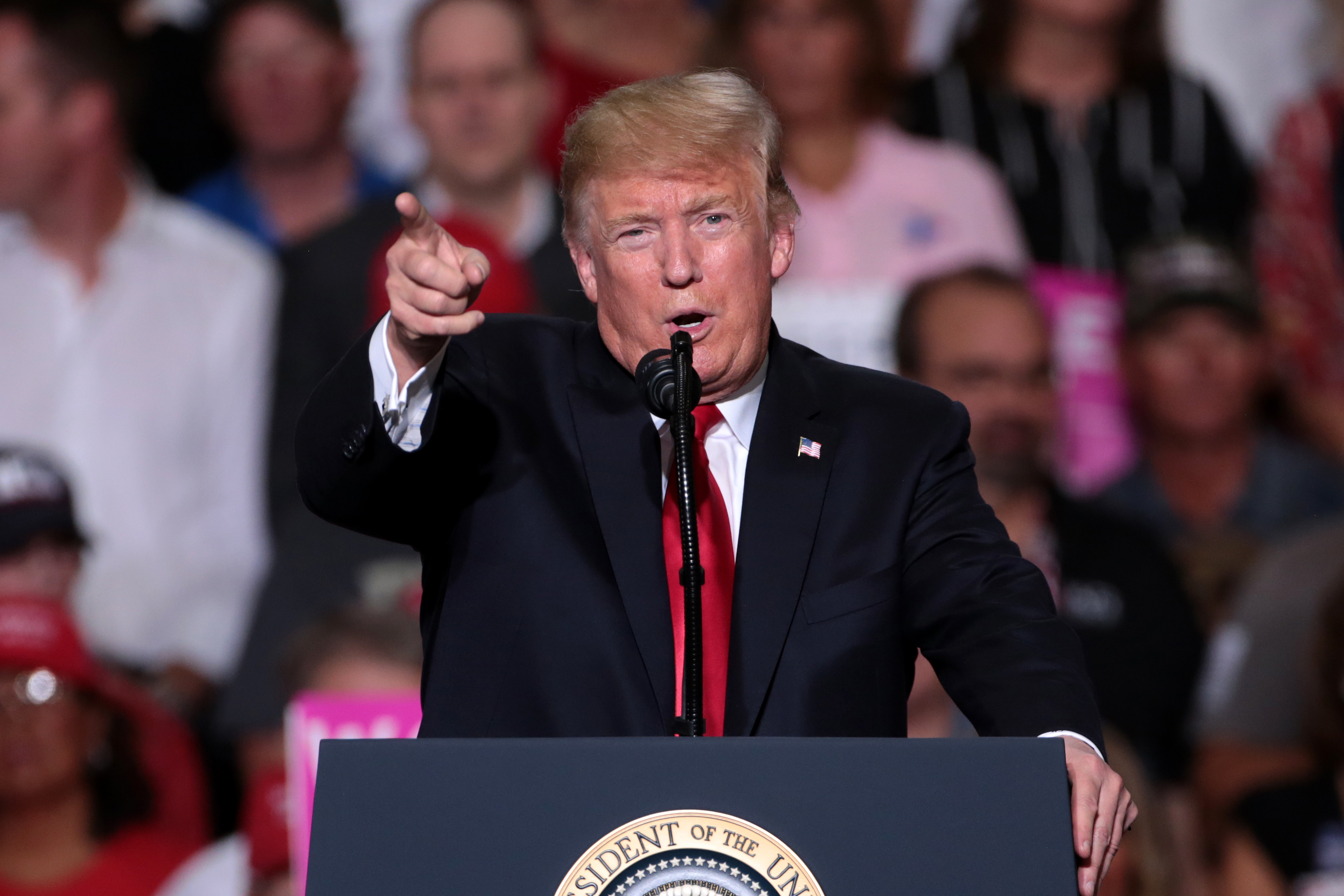
Donald Trump en campagne dans l'Arizona pour soutenir Martha McSally et Doug Doucey, le 19 octobre 2018.

Dès son élection à la présidence le 8 novembre 2016, Donald Trump est particulièrement actif sur le terrain, menant campagne ouvertement en vue de sa réélection en 2020, organisant plusieurs réunions publiques dans les États qui lui sont réputés favorables. Beaucoup voient les élections intermédiaires de 2018 comme un premier jugement du bilan de son début de mandat. Le président se rend régulièrement dans les États en jeu pour soutenir les candidats républicains, tandis que d'autres personnalités démocrates susceptibles de se présenter contre lui en 2020, comme Joe Biden et Bernie Sanders, font également campagne pour les candidats démocrates. Par ailleurs, Barack Obama a également participé à plusieurs rassemblements pour soutenir le camp démocrate, notamment dans les swing states de Floride, de l'Indiana et du Wisconsin.

### Venue de caravanes de migrants à travers le Mexique
La fin de la campagne est aussi marquée par le thème de l'immigration, avec le voyage d'une caravane de plusieurs milliers de migrants honduriens à travers le Mexique pour rejoindre les États-Unis, et la formation d'une autre caravane d'un millier de migrants au Guatemala qui semble vouloir prendre le même chemin, dont Donald Trump se sert comme argument afin de mobiliser l'électorat républicain. Le président évoquant « un assaut » contre les États-Unis, accusant « le Parti démocrate [d']encourag[er] des millions d'étrangers illégaux à enfreindre nos lois et violer nos frontières et submerger notre pays », et avançant (sans apporter de preuves) que des terroristes du Moyen-Orient et des membres du gang salvadoriens ultra-violent MS-13 auraient infiltré la caravane hondurienne. Son vice-président Mike Pence accuse lui le gouvernement vénézuélien d'extrême-gauche et des groupes politiques honduriens de gauche d'avoir organisé les caravanes. Il est à noter que l'immigration clandestine est une des principales préoccupations politiques des électeurs républicains alors qu'elle est l'une des moins importantes pour les électeurs démocrates.
Le 31 octobre 2018, Donald Trump réaffirme vouloir mettre fin au droit du sol. Il fait déployer 5 000 soldats américains à la frontière entre les États-Unis et le Mexique, qui se rajoutent aux plus de 2 000 membres de la Garde nationale et douaniers déjà présents sur place[réf. nécessaire].

### Violences d'extrême droite
Durant la fin d'octobre 2018, plusieurs attaques d'extrême-droite ont lieu aux États-Unis, et la rendent plus tendue. Seule l'une d'elles, l'affaire des colis piégés, est explicitement liée à cette campagne. Mais elle s'inscrit dans une vague plus large, qui commence avec l'assassinat de deux Afro-Américains par un suprémaciste blanc dans une épicerie de Louisville
Fin octobre, plusieurs colis piégés contenant des bombes artisanales sont envoyés de manière coordonnée à des figures anti-Trump. Le 23 octobre, à l'homme d'affaires George Soros ; le 24 octobre, à l'ancien président démocrate Barack Obama, à la candidate démocrate de l'élection présidentielle américaine de 2016 face à Trump Hillary Clinton, à l'ex-directeur de la CIA John O. Brennan (ce qui provoque l'évacuation des locaux new-yorkais de la chaîne d'information CNN où il travaille en tant que commentateur), à l'élue démocrate de Floride au Congrès Debbie Wasserman Schultz, à l'ex-ministre de la Justice d'Obama Eric Holder, à la députée démocrate californienne Maxine Waters, et au gouverneur démocrate de New York Andrew Cuomo. Tous les colis piégés ont été interceptés et désamorcés avant d'attendre leurs destinataires, aucun blessé. Le 25 octobre, l'acteur Robert De Niro et l'ex-vice-président démocrate d'Obama Joe Biden sont à leur tour visés, les colis sont à nouveau interceptés et désamorcés sans faire de blessés. Trump réagit en condamnant "tout acte ou menace de violence politique", mais il rejette la responsabilité sur les médias traditionnels. La piste du terrorisme intérieur est privilégiée. Le 26 octobre, deux autres colis piégés sont interceptés, destinés au sénateur démocrate Cory Booker et à l'ex-responsable des renseignements James R. Clapper (à nouveau via les bureaux de CNN) ; le jour-même, le principal suspect est arrêté par le FBI à Plantation (Floride),. Il s'agirait d'un partisan de Trump âgé de 58 ans dénommé Cesar Altieri Sayoc Jr., déjà arrêté 12 fois, dont une fois qui avait mené à sa condamnation pour menace à la bombe en 2002, après avoir menacé par téléphone de faire exploser une centrale électrique locale.
Le 27 octobre, un individu de l'extrême-droite antisémite et qui le revendiquait ouvertement, Robert Bowers (mais qui était anti-Trump contrairement à Cesar Altieri Sayoc), entre dans la synagogue Tree of Life de Pittsburgh et ouvre le feu en criant : « Tous les juifs doivent mourir ! ». Il tue 11 personnes juives avant l'arrivée de la police. Puis il continue la fusillade par un échange de coups de feu avec la police, au cours de laquelle 3 policiers et Bowers sont blessés, ce qui l'amène à se rendre. Il s'agit de l'attaque antisémite la plus meurtrière de l'Histoire des États-Unis. Le réseau social très utilisé par l'extrême-droite anglophone Gab, sur lequel Bowers était actif, ferme deux jours après la fusillade.

## Résultats nationaux
|        |                          |            |       |             |        |        |             |               |  |
| Partis | Partis                   | Voix       | %     | Sièges      | Sièges | Sièges | Sièges      | Sièges        |  |
| Partis | Partis                   | Voix       | %     | Total avant | En jeu | Élus   | Total après | +/-           |  |
|        | Parti démocrate          | 50 433 508 | 58,44 | 47          | 24     | 22     | 45          | 2             |  |
|        | Parti républicain        | 33 140 380 | 38,40 | 51          | 9      | 11     | 53          | 2             |  |
|        | Parti libertarien        | 590 051    | 0,68  | 0           | 0      | 0      | 0           | en stagnation |  |
|        | Parti vert               | 177 498    | 0,21  | 0           | 0      | 0      | 0           | en stagnation |  |
|        | Parti de la Constitution | 28 774     | 0,03  | 0           | 0      | 0      | 0           | en stagnation |  |
|        | Autres partis            | 1 090 887  | 1,26  | 0           | 0      | 0      | 0           | en stagnation |  |
|        | Indépendants             | 808 370    | 0,94  | 2           | 2      | 2      | 2           | en stagnation |  |
|        | Candidat par écrit       | 22 065     | 0,03  | 0           | 0      | 0      | 0           | en stagnation |  |
|        |                          |            |       |             |        |        |             |               |  |
| Total  | Total                    | 86 291 533 | 100   | 100         | 35     | 35     | 100         | en stagnation |  |

### Situation par État
| État                    | Sortant            | Sortant            | Sortant            | Sortant            | Élu                | Élu                | Élu                | Gains | Gains |
| État                    | Sénateur           | Sénateur           | Parti              | Élu en             | Sénateur           | Sénateur           | Parti              | R     | D     |
| ----------------------- | ------------------ | ------------------ | ------------------ | ------------------ | ------------------ | ------------------ | ------------------ | ----- | ----- |
| Arizona                 |                    | Jeff Flake *       | R                  | 2012               |                    | Kyrsten Sinema     | D                  | -1    | 1     |
| Californie              |                    | Dianne Feinstein   | D                  | 1992               |                    | Dianne Feinstein   | D                  |       |       |
| Connecticut             |                    | Chris Murphy       | D                  | 2012               |                    | Chris Murphy       | D                  |       |       |
| Dakota du Nord          |                    | Heidi Heitkamp     | D                  | 2012               |                    | Kevin Cramer       | R                  | 1     | -1    |
| Delaware                |                    | Tom Carper         | D                  | 2000               |                    | Tom Carper         | D                  |       |       |
| Floride                 |                    | Bill Nelson        | D                  | 2000               |                    | Rick Scott         | R                  | 1     | -1    |
| Hawaï                   |                    | Mazie Hirono       | D                  | 2012               |                    | Mazie Hirono       | D                  |       |       |
| Indiana                 |                    | Joe Donnelly       | D                  | 2012               |                    | Mike Braun         | R                  | 1     | -1    |
| Maine                   |                    | Angus King         | I                  | 2012               |                    | Angus King         | I                  |       |       |
| Maryland                |                    | Ben Cardin         | D                  | 2006               |                    | Ben Cardin         | D                  |       |       |
| Massachusetts           |                    | Elizabeth Warren   | D                  | 2012               |                    | Elizabeth Warren   | D                  |       |       |
| Michigan                |                    | Debbie Stabenow    | D                  | 2000               |                    | Debbie Stabenow    | D                  |       |       |
| Minnesota               |                    | Amy Klobuchar      | D                  | 2006               |                    | Amy Klobuchar      | D                  |       |       |
| Minnesota (partielle)   |                    | Tina Smith         | D                  | 2018               |                    | Tina Smith         | D                  |       |       |
| Mississippi             |                    | Roger Wicker       | R                  | 2007               |                    | Roger Wicker       | R                  |       |       |
| Mississippi (partielle) |                    | Cindy Hyde-Smith   | R                  | 2018               |                    | Cindy Hyde-Smith   | R                  |       |       |
| Missouri                |                    | Claire McCaskill   | D                  | 2006               |                    | Josh Hawhley       | R                  | 1     | -1    |
| Montana                 |                    | Jon Tester         | D                  | 2012               |                    | Jon Tester         | D                  |       |       |
| Nebraska                |                    | Deb Fischer        | R                  | 2012               |                    | Deb Fischer        | R                  |       |       |
| Nevada                  |                    | Dean Heller        | R                  | 2011               |                    | Jacky Rosen        | D                  | -1    | 1     |
| New Jersey              |                    | Bob Menendez       | D                  | 2006               |                    | Bob Menendez       | D                  |       |       |
| New York                |                    | Kirsten Gillibrand | D                  | 2009               |                    | Kirsten Gillibrand | D                  |       |       |
| Nouveau-Mexique         |                    | Martin Heinrich    | D                  | 2012               |                    | Martin Heinrich    | D                  |       |       |
| Ohio                    |                    | Sherrod Brown      | D                  | 2006               |                    | Sherrod Brown      | D                  |       |       |
| Pennsylvanie            |                    | Bob Casey Jr.      | D                  | 2012               |                    | Bob Casey Jr.      | D                  |       |       |
| Rhode Island            |                    | Sheldon Whitehouse | D                  | 2012               |                    | Sheldon Whitehouse | D                  |       |       |
| Tennessee               |                    | Bob Corker *       | R                  | 2006               |                    | Marsha Blackburn   | R                  |       |       |
| Texas                   |                    | Ted Cruz           | R                  | 2012               |                    | Ted Cruz           | R                  |       |       |
| Utah                    |                    | Orrin Hatch *      | R                  | 1976               |                    | Mitt Romney        | R                  |       |       |
| Vermont                 |                    | Bernie Sanders     | I                  | 2006               |                    | Bernie Sanders     | I                  |       |       |
| Virginie                |                    | Tim Kaine          | D                  | 2012               |                    | Tim Kaine          | D                  |       |       |
| Virginie-Occidentale    |                    | Joe Manchin        | D                  | 2010               |                    | Joe Manchin        | D                  |       |       |
| Washington              |                    | Maria Cantwell     | D                  | 2000               |                    | Maria Cantwell     | D                  |       |       |
| Wisconsin               |                    | Tammy Baldwin      | D                  | 2012               |                    | Tammy Baldwin      | D                  |       |       |
| Wyoming                 |                    | John Barrasso      | R                  | 2007               |                    | John Barrasso      | R                  |       |       |
| Total gains sièges      | Total gains sièges | Total gains sièges | Total gains sièges | Total gains sièges | Total gains sièges | Total gains sièges | Total gains sièges | 2     | -2    |

## Liste des élections par État

### Arizona
Le sénateur sortant, Jeff Flake, critique de Donald Trump, a annoncé le 24 octobre 2017 qu'il ne briguerait pas de nouveau mandat. Jeff Flake avait obtenu 49 % des voix en 2012 lors de son élection au Sénat. L'Arizona avait été remporté par Donald Trump lors de la dernière élection présidentielle de 2016, avec plus de 48 % des suffrages exprimés. La campagne pour la primaire républicaine s'est déroulée sur fond de tensions entre les trois principaux prétendants (Martha McSally, Kelli Ward et Joe Arpaio), chaque candidat cherchant à obtenir le soutien officiel de Donald Trump. L'Arizona étant un état situé à la frontière américano-mexicaine, la question de l'immigration demeure un sujet majeur préoccupant ses habitants. Les candidats républicains ont ainsi tous soutenu officiellement le projet de construction d'un mur le long de la frontière sud des États-Unis (proposition phare de Donald Trump depuis sa campagne présidentielle de 2016). Martha McSally, favorite des sondages, est attaquée par ses rivaux Kelli Ward et Joe Arpaio, ces-derniers lui reprochant d'être trop proche de l'établissement du parti et de ne pas être totalement favorable au président et à son administration. Joe Arpaio, ancien shérif du comté du Maricopa, se décrit par ailleurs comme le « shérif le plus fort de l'Amérique ». Il a fait de l'immigration clandestine son cheval de bataille et s'était opposé frontalement à Barack Obama lors de sa présidence, affirmant que le certificat de naissance qu'il avait publié pour prouver sa nationalité américaine était « un faux document ». Joe Arpaio avait également été condamné pour sa gestion discriminatoire des flux migratoires en provenance du Mexique, avant d'être gracié par Donald Trump. Quant à Kelli Ward, elle était soutenue par plusieurs personnalités controversées, comme Steve Bannon[réf. nécessaire] et Steve King. Plusieurs polémiques ont alimenté la fin de campagne des primaires, surtout au moment du décès de John McCain, vétéran de la guerre du Viêtnam, sénateur américain pour l'Arizona depuis 1987, candidat officiel du Parti républicain face à Barack Obama lors de l'élection présidentielle de 2008 et farouche opposant à Donald Trump. Ce-dernier se montrant peu touché par la mort de son ancien adversaire, il devient difficile pour les candidats de se positionner entre le président et John McCain, encore populaire dans l'État, surtout parmi les vétérans de guerre. Martha McSally s'est distinguée de ses concurrents en avançant son passé de pilote de l'armée de l'air (elle est la première femme pilote à avoir combattu en Irak) et en attaquant frontalement la favorite démocrate, Kyrsten Sinema, ridiculisant ses protestations en tutu rose contre l'intervention américaine en Irak. Finalement, Martha McSally, représentante au Congrès, remporte la primaire républicaine le 28 août 2018, obtenant 263 734 voix (52,9 % des suffrages exprimés) face à Kelli Ward (28,2 %) et Joe Arpaio (18,9 %). Kyrsten Sinema gagne quant à elle l'investiture de son parti avec 314 108 voix (80,5 % des suffrages exprimés). Au soir de l'élection, le 6 novembre 2018, l'écart séparant Martha McSally et Kyrsten Sinema est trop serré pour pouvoir les départager. L'État d'Arizona a donc dû entreprendre un grand recompte des voix pour annoncer le vainqueur final. Le 13 novembre, c'est Kyrsten Sinema qui est annoncée vainqueur du scrutin, devançant de 40 000 voix son adversaire. Elle devient ainsi la première femme représentant l'Arizona au Sénat américain. Contestant ce résultat, qu'il perçoit comme la conséquence de corruption électorale, le président Donald Trump tweet le jour même de l'annonce de l'issue de la course « En Arizona, les SIGNATURES NE CORRESPONDENT PAS. Corruption électorale - Appel à une nouvelle élection ? Nous devons protéger notre démocratie ! ». 

### Californie
Depuis sa première élection en 1992, Diane Feinstein a toujours été considérée comme trop « centriste » par l’aile gauche du Parti démocrate. À l’approche des élections de 2018, la presse note que ses prises de positions se déportent vers la gauche : elle annonce désormais s’opposer à la peine de mort et souhaite que chaque État puisse légiférer sur le cannabis. Elle est alors concurrencée sur sa gauche par le sénateur local Kevin de León. En février, 54 % des délégués présents à la convention du Parti démocrate de Californie votent en faveur de León, qui échoue cependant à obtenir les 60 % des voix nécessaires pour obtenir le soutien du parti. Lors des primaires non-partisanes du 5 juin 2018, les deux démocrates sont qualifiés pour l’élection générale : Feinstein qui réunit 2,9 millions de voix (soit 44 %) et de León qui en réunit 800 000 (soit 11 %),. Le premier républicain (James Bradley) n’arrive qu’en troisième position avec 9 % des voix et se retrouve exclu de l'élection de novembre. En juillet, après une nouvelle convention, le Parti démocrate local apporte officiellement son soutien à de León. La sénatrice Feinstein reçoit néanmoins le soutien de personnalités de premier plan à l’image de l’ancien président Barack Obama, du gouverneur Jerry Brown et de l’autre sénatrice de Californie Kamala Harris. Dianne Feinstein avait obtenu 62,5 % des suffrages exprimés en 2012. En 2016, Hillary Clinton avait remporté la Californie avec près de 62 % des voix. À l'issue du scrutin, Dianne Feinstein l'emporte avec plus de 600 000 voix d'avance.

### Connecticut
Chris Murphy, sénateur démocrate sortant, est candidat à sa propre succession. Il affronte le républicain Matthew Corey, qui a remporté la primaire de son parti le 14 août 2018, obtenant 97 023 voix, soit environ 77 % des suffrages exprimés. Chris Murphy avait obtenu 55 % des suffrages exprimés en 2012. En 2016, Hillary Clinton avait remporté le Connecticut avec près de 56 % des voix. Chris Murphy sort vainqueur du scrutin, rassemblement plus de 800 000 voix, soit près de 60 % des suffrages valablement exprimés.

### Dakota du Nord
La sénatrice sortante, Heidi Heitkamp, est réputée pour ses bonnes relations avec le président Trump, qui l’a notamment envisagée pour entrer dans son gouvernement. Dans cet État conservateur, elle fait notamment diffuser des publicités rappelant qu’elle vote plus de la moitié du temps en accord avec le président. Trump soutient cependant la candidature du représentant républicain Kevin Cramer, qui a d’abord annoncé ne pas être candidat au Sénat. Après un échange avec le président, qui l’estime comme le meilleur candidat pour faire basculer le siège, Cramer revient sur sa décision en février 2018. Lors des primaires du 12 juin 2018, Heitkamp est reconduite sans opposition tandis que Cramer remporte l’investiture républicaine avec plus de 87 % des voix face à Thomas O’Neill. La sénatrice réunit alors 36 729 suffrages contre 61 529 pour Cramer. Lors de son élection en 2012, la démocrate Heidi Heitkamp n’avait devancé son adversaire républicain que d’un point, rassemblant environ 50 % des suffrages. En 2016, Donald Trump avait remporté le Dakota du Nord avec près de 63 % des voix. Au soir du scrutin, Kevin Cramer bat largement son adversaire démocrate, récoltant 55 % des suffrages exprimés.

### Delaware
Tom Carper, sénateur démocrate représentant le Delaware depuis 2001, est à nouveau candidat à sa réélection. Il affronte le républicain Rob Arlette. Lors des primaires officielles organisées le 6 septembre 2018, Tom Carper a remporté 53 633 voix, soit 64,6 % des suffrages exprimés, tandis que Rob Arlette a obtenu 25 284 voix, soit 66,8 % des suffrages exprimés. Tom Carper avait obtenu 66 % des suffrages exprimés en 2012. En 2016, Hillary Clinton avait remporté le Delaware avec 53 % des voix. Tom Carper gagne facilement un nouveau mandat avec plus de 60 % des voix.

### Floride
Le sénateur démocrate sortant, Bill Nelson, en place depuis 2001, est candidat à sa réélection. Il avait obtenu 55 % des voix lors sa dernière élection en 2012. La Floride avait été remportée par Donald Trump lors de la dernière élection présidentielle de 2016, avec environ 49 % des voix. Bill Nelson affronte lors de l'élection général le gouverneur de Floride, le républicain Rick Scott. Ce dernier a remporté la primaire républicaine avec 1 452 554 voix, soit 88,6 % des suffrages exprimés. Certains voient dans ce scrutin l'une des courses les plus compétitives des élections sénatoriales de 2018, compte tenu de la popularité des deux candidats officiels. Au lendemain du 6 novembre, alors que la plupart des instituts de sondage donnaient Bill Nelson favori du scrutin, le résultat est très serré entre les deux prétendants. Au regard des résultats préliminaires, Rick Scott paraît avoir l'avantage, récoltant plus de 50 % des suffrages exprimés. Bill Nelson demande donc, comme le permet la loi de l'État de Floride dans de telles circonstances (écart de moins de 0,5 % entre les deux finalistes), un recompte des voix. Rick Scott dénonce cette action en affirmant que le camp démocrate tente de voler l'élection avec des méthodes frauduleuses. Le 18 novembre, Rick Scott est finalement proclamé officiellement vainqueur de la course, obtenant un peu plus de 10 000 voix que son adversaire.

### Hawaï
Mazie Hirono est candidate à sa réélection. Elle affronte Ron Curtis, qui a remporté la primaire républicaine du 11 août 2018, avec 6 365 voix, soit environ 24 % des suffrages exprimés. Mazie Hirono, candidate incontestée dans son propre parti, a obtenu quant à elle 201 604 voix. Mazie Hirono avait obtenu 63 % des suffrages exprimés en 2012. En 2016, Hillary Clinton avait remporté Hawaï avec 62 % des voix. Mazie Hirono remporte facilement un nouveau mandat avec plus de 71 % des voix.

### Indiana
Le sénateur démocrate sortant, Joe Donnelly, en place depuis 2013, est candidat à l'obtention d'un second mandat. Il affronte en novembre 2018 le républicain Mike Braun. Ce-dernier, menant une campagne hors-système, refusant l'étiquette de politicien, a remporté de façon surprenante l'investiture officielle de son parti le 8 mai 2018, face à Todd Rokita et Luke Messer, avec 208 602 voix, soit environ 41 % des suffrages exprimés. Joe Donnelly, incontesté au sein de son propre camp, a quant à lui obtenu 284 621 voix. Joe Donnelly avait obtenu 50 % des suffrages exprimés lors de son élection 2012. En 2016, le président Donald Trump avait remporté l'État de l'Indiana avec près de 57 % des voix. C'est aussi l'État d'origine de l'actuel vice-président des États-Unis, Mike Pence. Alors que la moyenne des sondages les plus récents créditait Joe Donnelly de 44,3 % des intentions de vote, contre seulement 43,0 % pour Mike Braun, ce-dernier remporte la course au soir de l'élection avec plus de 100 000 voix d'avance. L'entrepreneur fait basculer l'Indiana, État favorable aux conservateurs, dans le camp républicain, consolidant la majorité de droite au Sénat.

### Maine
La candidature du gouverneur républicain Paul LePage (que la loi empêche de se représenter au poste de gouverneur) est un temps évoquée et soutenue par le président Donald Trump. LePage soutient finalement le sénateur d’État Eric Brakey. En mai 2018, Angus King, sénateur sortant, annonce officiellement être candidat à un deuxième mandat. Ses principaux opposants sont désignés lors des primaires du 12 juin, sans adversaires face à eux ; il s’agit du républicain Eric Brakey et du démocrate Zak Ringelstein. Populaire, King est considéré comme le favori de l’élection. Bien qu’indépendant, il siège avec les démocrates au Sénat ; le Parti démocrate national ne mène donc pas de campagne active contre lui. Les républicains l’accusent cependant de voter « comme Chuck Schumer et Nancy Pelosi le veulent ». L'indépendant Angus King avait obtenu 53 % des suffrages exprimés en 2012. En 2016, Hillary Clinton avait remporté le Maine avec près de 48 % des voix. Le sénateur sortant Angus King est réélu avec 54,4% des voix devant le représentant du Parti républicain Eric Brakey qui obtient 35,3%.

### Maryland
Le 25 juin 2018, Ben Cardin, sénateur sortant, arrive largement en tête de la primaire démocrate, battant notamment Chelsea Manning. Il rassemble 80,3 % des voix (soit 477 441 suffrages) contre 5,8 % pour l'ancienne analyste militaire. Du côté républicain, la primaire est remportée par Tony Campbell, enseignant à l'université de Towson, qui réunit 29,2 % des voix (soit 51 426 bulletins) et devance neuf candidats. Ben Cardin avait obtenu 56 % des suffrages exprimés en 2012. En 2016, Hillary Clinton avait remporté le Maryland avec 60 % des voix. Cardin est réélu avec plus de 66 % des suffrages exprimés.

### Massachusetts
Elizabeth Warren, la sénatrice démocrate sortante, est candidate à sa réélection. Elle a remporté l'investiture de son parti lors de la primaire organisée le 4 septembre 2018. Elle affronte le républicain Geoff Diehl, qui obtenu l'investiture de son parti avec 143 735 voix, soit 55,3 % des suffrages exprimés. L'indépendant Shiva Ayyadurai est également candidat. Au cours de la campagne, Elizabeth Warren a tenté de garder une image nationale, multipliant ses attaques à l'encontre du président Donald Trump et déclarant le 2 octobre 2018 qu'après les élections de novembre, elle regarderait sérieusement la possibilité de se présenter contre lui en 2020, lors de l'élection présidentielle. Elle a également accepté de se soumettre à un test ADN pour prouver ses origines amérindiennes ancestrales, comme l'avait suggéré Donald Trump pour la ridiculiser. Elizabeth Warren avait obtenu 54 % des suffrages exprimés en 2012. En 2016, Hillary Clinton avait remporté le Massachusetts avec 60 % des voix. Elizabeth Warren obtient un nouveau mandat avec plus de 62 % des suffrages valablement exprimés.

### Michigan
La sénatrice démocrate sortante, Debbie Stabenow, est candidate à sa propre succession. Elle affronte John James, un vétéran de la guerre d'Irak, qui a remporté la primaire républicaine le 7 août 2018 avec 516 698 voix, soit environ 55 % des suffrages exprimés. John James a ainsi gagné l'investiture de son parti face à l'entrepreneur Sandy Pensler. Incontestée au sein de son propre camp, Debbie Stabenow a quant à elle obtenu 1 039 935 voix. En 2012, Debbie Stabenow avait remporté son siège avec près de 59 % des suffrages exprimés. En 2016, Donald Trump était arrivé en tête dans le Michigan en obtenant environ 47 % des voix. À la suite d'une campagne surprenamment serrée entre les deux prétendants, Debbie Stabenow l'emporte avec une large marge, soit 52,2 % des voix, contre 45,8 % pour John James.

### Minnesota
Amy Klobuchar, sénatrice démocrate sortante, est candidate à sa réélection. Elle affronte le républicain Jim Newberger. Lors des primaires officielles organisées le 14 août 2018, Amy Klobuchar a obtenu près de 555 000 voix, soit environ 96 % des suffrages exprimés, tandis que Jim Newberger a remporté près de 201 000 voix, soit environ 70 % des suffrages exprimés. Amy Klobuchar avait obtenu 65 % des suffrages exprimés en 2012. En 2016, Hillary Clinton avait remporté le Minnesota avec 46 % des voix. Klobuchar remporte facilement un nouveau mandat, récoltant 60 % des voix.

### Minnesota (partielle)
Accusé de harcèlement sexuel fin 2017, Al Franken a décidé de ne pas briguer de nouveau mandat et s'est immédiatement retiré du Sénat. C'est Tina Smith, ancienne lieutenant-gouverneur du Minnesota qui le remplace depuis le 3 janvier 2018. Elle est officiellement candidate à sa propre succession. Elle affronte la républicaine Karin Housley, actuelle représentante du 39e district au Sénat du Minnesota. Lors des primaires officielles organisées le 14 août 2018, Tina Smith a obtenu près de 432 000 voix, soit environ 76 % des suffrages exprimés, tandis que Karin Housley a remporté près de 182 000 voix, soit environ 62 % des suffrages exprimés. Il s'agit d'une élection spéciale (ou partielle) car le mandat en cours a été interrompu avant son écoulement complet (6 ans). Le candidat élu obtient donc un mandat de 2 ans (jusque 2020), pour achever le mandat précédemment interrompu. Al Franken avait obtenu 53 % des suffrages exprimés en 2014. En 2016, Hillary Clinton avait remporté le Minnesota avec 46 % des voix. Tina Smith remporte la compétition avec 53 % des voix, alors que beaucoup de républicains espéraient profiter de cette élection spéciale pour gagner un nouveau siège au Sénat dans cet État traditionnellement démocrate.

### Mississippi
Alors qu’un nouvel affrontement entre le sortant et le sénateur d’État républicain Chris McDaniel est attendu, ce-dernier se présente pour le poste de Thad Cochran quand celui-ci annonce sa démission. Roger Wicker, sénateur sortant, est adoubé par Donald Trump et obtient facilement la nomination républicaine avec 83 % des voix face à Richard Boyanton. La primaire démocrate voit Howard Sherman, investisseur et mari de l’actrice Sela Ward, récolter 32 % des suffrages et devancer les représentants David Baria (31 %) et Omeria Scott (24 %). Soutenu par l’establishment du parti et critiquant Sherman pour ses années en Californie, Baria remporte cependant le deuxième tour avec 59 % des suffrages. Roger Wicker a obtenu 57 % des suffrages exprimés en 2012. En 2016, Donald Trump a remporté le Mississippi avec 58 % des voix. Wicker gagne le scrutin sans difficulté majeure, rassemblant près de 59 % des voix.

### Mississippi (partielle)
Outre l'élection sénatoriale régulière se tenant dans le Mississippi opposant Roger Wicker à David Baria, un autre scrutin a lieu pour déterminer qui reprendra le siège sénatorial laissé vacant par Thad Cochran. Cindy Hyde-Smith, actuelle sénatrice remplaçant Thad Cochran depuis le 9 avril 2018, est candidate à la poursuite du mandat qu'elle a entamé. Elle affronte notamment le républicain dissident Chris McDaniel et le démocrate Mike Espy. Il s'agit d'une "élection spéciale" (ou partielle) car le mandat en cours a été interrompu avant son écoulement complet (6 ans). Le candidat élu obtient donc un mandat de 2 ans (jusque 2020), pour achever le mandat précédemment interrompu. Thad Cochran avait obtenu 60 % des suffrages exprimés en 2014. En 2016, Donald Trump avait remporté le Mississippi avec 58 % des voix. Cindy Hyde-Smith et Mike Espy arrivent en tête du scrutin, avec 41,5 % des voix pour la candidate républicaine et 40,6 % des voix pour le candidat démocrate. Puisque aucun d'entre-eux n'a obtenu la majorité absolue des suffrages exprimés, un second tour est organisé le 27 novembre 2018 pour les départager.

### Missouri
La sénatrice démocrate sortante, Claire McCaskill, a annoncé être à nouveau candidate à sa réélection. Elle affronte le républicain Josh Hawley, procureur général du Missouri. Lors des primaires officielles, Claire McCaskill a remporté 500 162 voix, soit 82,6 % des suffrages exprimés, tandis que Josh Hawley a obtenu 389 006 voix, soit 58,6 % des suffrages exprimés. En 2012, Claire McCaskill avait obtenu près de 55 % des suffrages exprimés. En 2016, le président Donald Trump avait remporté l'État du Missouri avec près de 57 % des voix. Alors que les observateurs et les sondeurs pensaient que le résultat du scrutin serré particulièrement serré, Josh Hawley remporte l'élection avec une majorité absolue des suffrages exprimés, récoltant 51,5 % des voix contre 45,5 % pour Claire McCaskill.

### Montana
Jon Tester, sénateur démocrate sortant, a obtenu le 5 juin 2018 l'investiture de son parti pour représenter son camp lors de l'élection générale. Il affronte Matt Rosendale, qui a remporté la primaire républicaine avec 51 859 voix, soit environ 34 % des suffrages exprimés. Jon Tester, incontesté dans son propre parti, a quant à lui obtenu 114 948 voix. En 2012, Jon Tester avait obtenu plus de 48 % des suffrages exprimés. En 2016, le président Donald Trump avait remporté l'État du Montana avec près de 56 % des voix. Tester remporte le scrutin avec un peu plus de 50 % des voix, contre 47 % pour son adversaire.

### Nebraska
Deb Fischer est la sénatrice sortante représentant l'État du Nebraska depuis 2013. Candidate à sa réélection, elle remporte l'investiture de son parti le 15 mai 2018, avec 128 157 voix, soit environ 78,8 % des suffrages exprimés, tandis que son opposante principale, la démocrate Jane Raybould, a obtenu 59 067 voix, c'est-à-dire 63,7 % des suffrages exprimés. Deb Fischer avait obtenu 58 % des suffrages exprimés en 2012. En 2016, Donald Trump avait remporté le Nebraska avec 59 % des voix. Deb Fischer remporte un nouveau mandat avec environ 58 % des voix.

### Nevada
Dean Heller, le sénateur républicain sortant du Nevada, est candidat à sa réélection. Il a remporté facilement l'investiture de son parti le 12 juin 2018, avec 99 509 voix, soit environ 70 % des suffrages exprimés. Il affronte la démocrate Jacky Rosen, qui a obtenu le soutien officiel de son camp avec 110 567 voix, soit environ 77 % des suffrages exprimés. En 2012, Dean Heller avait obtenu près de 46 % des voix. En 2016, Hillary Clinton avait remporté le Nevada face à Donald Trump avec près de 48 % des suffrages exprimés lors de la dernière élection présidentielle. Tandis que les observateurs et les sondeurs annonçaient un scrutin serré, Jacky Rosen remporte facilement l'élection, avec plus de 50,4 % des voix, contre 45,4 % pour Dean Heller.

### New Jersey
Bob Menendez est candidat à sa propre succession, mais il est confronté à un scandale de corruption. Si l’affaire a été classée sans suite par la justice, le jury ne réunissant pas à rendre un verdict, le démocrate reçoit un blâme de la commission d’éthique du Sénat au mois d’avril,. Lors de la primaire démocrate du 5 juin, il ne rassemble qu’environ 62 % des suffrages (262 477 voix) face à Lisa McCormick, une candidate inconnue qui ne dépense presque aucun argent durant la campagne,. Chez les républicains, l’ancien président de Celgene Bob Hugin remporte largement la primaire avec 75 % des voix (soit 168 052) face à Brian Goldberg, dirigeant d’une société de construction. Après le résultat des primaires et les nombreuses attaques télévisées diffusées par Hugin, qui dépense plusieurs millions de sa fortune personnelle, Menendez semble fragilisé malgré le fort penchant démocrate du New Jersey. Bob Menendez avait obtenu 59 % des suffrages exprimés en 2012. En 2016, Hillary Clinton avait remporté le New Jersey avec 55 % des voix. Finalement, Menendez remporte un nouveau mandat avec large marge de victoire, récoltant près de 54 % des suffrages exprimés.

### New York
Kirsten Gillibrand, sénatrice démocrate de l'État de New York depuis 2009, est à nouveau candidate à sa propre succession. Son opposante principale est la candidate républicaine Chele Farley. Kirsten Gillibrand avait obtenu 72 % des suffrages exprimés en 2012. En 2016, Hillary Clinton avait remporté l'État de New York avec 59 % des voix. Gillibrand remporte facilement un nouveau mandat, rassemblant 66,5 % des voix.

### Nouveau-Mexique
Le sénateur démocrate sortant, Martin Heinrich, est candidat à sa propre succession. Il affronte le républicain Mick Rich. Lors des primaires officielles organisées le 5 juin 2018, Martin Heinrich a obtenu 152 145 voix et Mick Rich a remporté 67 502 voix. Les deux candidats étaient incontestés. Par ailleurs, l'ancien gouverneur du Nouveau-Mexique et candidat aux élections présidentielles de 2012 et de 2016, Gary Johnson, est le candidat officiel du Parti libertarien. Martin Heinrich avait obtenu 51 % des suffrages exprimés en 2012. En 2016, Hillary Clinton avait remporté le Nouveau-Mexique avec 48 % des voix. Heinrich remporte le scrutin, récoltant au soir de l'élection la majorité absolue des suffrages exprimés.

### Ohio
Sherrod Brown, sénateur sortant de l'Ohio, est à nouveau candidat à sa propre succession. Il affronte l'actuel représentant républicain au Congrès Jim Renacci. Ce dernier a obtenu l'investiture officielle de son parti le 8 mai 2018 avec 363 622 voix, soit 47 % des suffrages exprimés, tandis que Sherrod Brown, seul candidat de son parti, a récolté 613 373 voix. En 2012, Sherrod Brown avait réuni sur son nom près de 51 % des voix. En 2016, le président Donald Trump avait remporté l'Ohio avec environ 52 % des voix. Sherrod Brown obtient un nouveau mandat, obtenant au soir de l'élection 53 % des voix, contre 47 % environ pour Jim Renacci.

### Pennsylvanie
Le sénateur démocrate sortant, Bob Casey, est candidat à sa propre succession. Il affronte le candidat républicain Lou Barletta, actuel représentant du 11e district de Pennsylvanie. Celui-ci a remporté l'investiture de son parti le 15 mai 2018 lors d'une primaire, en remportant 433 312 voix, soit environ 63 % des suffrages exprimés. Bob Casey, seul candidat de son parti, a remporté quant à lui 752 008 voix. En 2012, Bob Casey a remporté son siège avec près de 54 % des voix. En 2016, Donald Trump a remporté la Pennsylvanie avec plus de 48 % des suffrages exprimés. Casey remporte facilement un nouveau mandat, récoltant près de 56 % des voix valablement exprimées.

### Rhode Island
Sheldon Whitehouse, sénateur démocrate sortant, est candidat à sa réélection. Il a remporté sans opposition l'investiture de son parti le 12 septembre 2018. Il affronte lors de l'élection générale le républicain Robert G. Flanders. Sheldon Whitehouse avait obtenu 64 % des suffrages exprimés en 2012. En 2016, Hillary Clinton avait remporté le Rhode Island avec 54 % des voix. Whitehouse remporte un nouveau mandat en récoltant plus de 61 % des voix.

### Tennessee
Le sénateur sortant, le républicain Bob Corker, a renoncé le 26 septembre 2017 à remplir un nouveau mandat. Lors des primaires organisées le 2 août 2018, c'est le démocrate Phil Bredesen, ancien gouverneur du Tennessee, et la républicaine Marsha Blackburn, actuelle représentante au Congrès, qui ont remporté l'investiture de leurs partis respectifs. Phil Bredesen a obtenu environ 348 301 voix et Marsha Blackburn a remporté 610 883 voix En 2012, Bob Corker avait gagné son siège au Sénat avec près de 65 % des voix. Le Tennessee avait été remporté par Donald Trump lors de la dernière élection présidentielle de 2016, avec près de 61 % des suffrages exprimés. Alors que beaucoup de démocrates espéraient créer la surprise dans cet État Marsha Blackburn remporte facilement la course en récoltant près de 55 % des voix.

### Texas
Ted Cruz, le sénateur républicain sortant, est candidat à sa propre succession. Il a largement remporté l'investiture de son parti le 6 mars 2018 avec 1 315 146 voix, soit 85,4 % des suffrages exprimés. Il est opposé pour l'élection générale de novembre au représentant au Congrès démocrate Beto O'Rourke. Ce dernier a obtenu 640 769 voix, soit 61,8 % des suffrages lors de la primaire démocrate. En 2012, Ted Cruz avait gagné son siège au Sénat avec près de 57 % des voix. En 2016, le président Donald Trump avait remporté le Texas avec environ 52 % des voix. Beto O'Rourke, que certains comparent à un nouveau Kennedy aux allures de vedette de Rock, parvient à créer la surprise au cours de la campagne, se rapprochant considérablement de Ted Cruz dans les intentions de vote. Misant sur la mobilisation des jeunes électeurs et des citoyens d'origine hispanique, il menace de faire basculer l'État traditionnellement conservateur qu'est le Texas, au point que certains conseillers et élus républicains s'inquiètent d'une possible défaite de Ted Cruz. Alors que les sondages lui donnent un léger avantage, Ted Cruz sort finalement victorieux de la compétition en récoltant 200 000 voix de plus que son adversaire, en deçà du score qu'il avait obtenu en 2012 lors de sa première élection sénatoriale.

### Utah
Le sénateur sortant, Orrin Hatch, a annoncé le 2 janvier 2018 qu'il ne briguerait pas de nouveau mandat, en raison de son âge avancé. C'est donc l'ancien gouverneur du Massachusetts et candidat malheureux à l'élection présidentielle de 2012 Mitt Romney qui est devenu le candidat officiel du parti républicain. Il a battu le 26 juin son rival Mike Kennedy lors d'une primaire, avec plus de 71 % des voix. Il affronte la démocrate Jenny Wilson lors de l'élection générale. En 2012, Orrin Hatch avait remporté son siège au Sénat avec plus de 65 % des voix. En 2016, le président Donald Trump avait remporté l'Utah avec environ 45 % des suffrages exprimés. Mitt Romney remporte facilement la compétition, dans un État traditionnellement conservateur, obtenant quasiment le double des voix rassemblées par Jenny Wilson.

### Vermont
Bernie Sanders, sénateur sortant, est candidat à sa propre succession. Bien qu'officiellement indépendant, il a remporté la primaire démocrate le 14 août 2018 avec 63 322 voix, soit 94,4 % des suffrages exprimés. Il affronte le républicain Lawrence Zupan, désigné candidat officiel de son parti à la suite du retrait de H. Brooke Paige. Bernie Sanders avait obtenu 71 % des suffrages exprimés en 2012. En 2016, Hillary Clinton avait remporté le Vermont avec 57 % des voix. Au soir de l'élection générale, Bernie Sanders sort gagnant du scrutin, récoltant plus de 67 % des suffrages exprimés.

### Virginie
Tim Kaine est Sénateur américain pour la Virginie depuis 2013. Il a également été Gouverneur de cet État entre 2006 et 2010. En 2016, il a été choisi par Hillary Clinton comme candidat au poste de Vice-président lors de la campagne présidentielle. Lors des primaires officielles organisées le 12 juin 2018, aucun candidat démocrate ne s'est opposé à Tim Kaine. Chez les républicains, Corey Stewart, un ancien dirigeant de la campagne de Donald Trump en Virginie en 2016, a remporté l'investiture de son parti avec 136 610 voix, soit environ 44,9 % des suffrages exprimés.Tim Kaine avait obtenu 53 % des suffrages exprimés en 2012. En 2016, Hillary Clinton avait remporté la Virginie avec 50 % des voix. Kaine est largement réélu Sénateur au soir de l'élection, récoltant plus de 57 % des voix.

### Virginie-Occidentale
Dans un État où Trump est particulièrement populaire, trois principaux candidats s’affrontent pour obtenir la nomination du Parti républicain : le représentant Evan Jenkins, le procureur général Patrick Morrisey et Don Blankenship, un homme d’affaires condamné à une année de prison pour des violations réglementaires ayant entraîné la mort de 29 mineurs. Jenkins attaque Morrisey pour son arrivée « récente » en Virginie-Occidentale (2006) tandis que Morrisey attaque Jenkins pour son passé au sein du Parti démocrate. Avant la primaire, le président Trump appelle à ne pas voter pour Blankenship qui ruinerait les espoirs républicains de reprendre le siège. Morrisey remporte finalement la primaire avec 48 007 voix (34,9 % des suffrages exprimés), devant Jenkins (29,2 %) et Blankenship (20 %). Du côté démocrate, le sénateur sortant Joe Manchin est candidat pour obtenir un nouveau mandat. Joe Manchin occupe le poste de Sénateur américain pour la Virginie-Occidentale depuis 2010. Il a également été Gouverneur de l'État entre 2005 et 2010. Réputé plus conservateur que la plupart de ses collègues démocrates, il suscite parfois l'hostilité d'une partie de son camp, lui reprochant de ne pas être suffisamment progressiste. Il décroche cependant facilement la nomination démocrate face à Paula Jean Swearengin, qui l’attaque notamment pour son supposé manque de soutien à la classe ouvrière et sur les questions environnementales. En 2012, lors de sa dernière élection, Joe Manchin avait remporté près de 61 % des voix. En 2016, le président Donald Trump avait remporté la Virginie-Occidentale avec plus de 68 % des suffrages exprimés. Tandis que les républicains espéraient créer la surprise dans cet État nettement favorable à Donald Trump, le positionnement modéré de Joe Manchin semble toujours séduire, puisqu'il obtient un nouveau mandat, récoltant plus de 49 % des voix, contre 46 % pour son adversaire Patrick Morissey.

### Washington
Lors de la primaire non-partisane (en anglais : top-two primary) du 7 août 2018, un total de 29 candidats se présentent ; parmi eux, on trouve douze républicains, cinq démocrates, un libertarien, un vert et des indépendants. La sénatrice sortante, la démocrate Maria Cantwell et Susan Hutchison, ancienne présidente du Parti républicain de l’État, sont considérées comme les favorites de la primaire. La démocrate sortante domine largement le scrutin avec 573 017 suffrages, soit environ 55 % des voix, devant la républicaine Hutchison qui en rassemble 246 296 voix, soit 24 % des suffrages exprimés. Maria Cantwell avait obtenu 61 % des suffrages exprimés en 2012. En 2016, Hillary Clinton avait remporté l'État de Washington avec 53 % des voix. Au soir de l'élection générale, Maria Cantwell rassemble près de 59 % des voix valablement exprimées, gagnant un nouveau mandat au Sénat américain.

### Wisconsin
La sénatrice sortante, la démocrate Tammy Baldwin, est candidate à sa réélection. Elle ne rencontre pas d'opposition durant la primaire démocrate. Elle est cependant considérée comme vulnérable : elle est une élue de la gauche progressiste dans un État qui a accordé ses voix à Trump et elle compte presque autant d'opinions favorables que défavorables. La primaire républicaine oppose principalement la sénatrice locale Leah Vukmir à Kevin Nicholson. Les deux candidats ayant peu de différences idéologiques, Vukmir fait campagne sur son expérience de législateur aux côtés du gouverneur Scott Walker tandis que Nicholson se présente comme un outsider ayant fait carrière dans l'armée et les affaires,. Nicholson est attaqué pour son ancien passé de démocrate mais estime avoir changé d'idées après ses années dans l'armée et son mariage. Vukmir reçoit le soutien du Parti républicain local tandis que le principal soutien de Nicholson est le milliardaire Richard Uihlein,. Vukmir est également soutenue par une milliardaire, Diane Hendricks. Ce duel fait de la primaire républicaine du Wisconsin la plus chère de ces élections avec plus de 12 millions de dollars dépensés. Notamment portée par scores élevés dans les banlieues de Milwaukee, Vukmir remporte la primaire du 14 août 2018 avec 217 023 voix, soit 49 % des suffrages exprimés. En 2012, Baldwin a obtenu plus de 51 % des voix. En 2016, Donald Trump a remporté le Wisconsin avec 47 % des suffrages exprimés. Au soir de l'élection générale, Baldwin gagne un nouveau mandat, récoltant 54 % des suffrages exprimés.

### Wyoming
Le sénateur sortant, John Barrasso, est candidat à un nouveau mandat. Il est un temps menacé par Steve Bannon et ses alliés qui souhaitent présenter un candidat face à lui, le nom d’Erik Prince est notamment évoqué. Donald Trump choisit cependant d’apporter son soutien à Barrasso. Le sénateur est finalement concurrencé par Dave Dodson, qui dépense plus d’un million de dollars de sa fortune personnelle dans l’élection. Barrasso fait diffuser de nombreuses publicités rappelant les donations passées de Dodson en faveur de candidats démocrates. Le sénateur remporte la primaire républicaine avec environ 65 % des voix, devançant largement Dodson à 29 %. Du côté démocrate, l’homme d’affaires Gary Trauner est désigné candidat sans opposition ; il avait perdu de justesse l’élection à la Chambre des représentants en 2006. Barrasso avait obtenu 76 % des suffrages exprimés en 2012. En 2016, Donald Trump avait remporté le Wyoming avec 67 % des voix. Barrasso est facilement réélu Sénateur, réunissant sur son nom environ 67 % des voix.